# Sede del Instituto de la Paz de los Estados Unidos
La Sede del Instituto de la Paz de los Estados Unidos (en inglés, United States Institute of Peace Headquarters) es un edificio situado en Washington D. C., la capital de Estados Unidos. Alberga oficinas de personal y otras instalaciones para el grupo de expertos financiado por el gobierno que se centra en el establecimiento de la paz y la prevención de conflictos. El edificio es el primer hogar permanente del Instituto de la Paz de los Estados Unidos (USIP), establecido en 1984. La sede está ubicada en un lugar destacado cerca del National Mall y el río Potomac en el vecindario Foggy Bottom de Washington D. C. Fue diseñada por el arquitecto Moshe Safdie y terminado en 2011.

## Historia
En la década de 1980, el senador demócrata Jennings Randolph de Virginia Occidental encabezó un grupo de legisladores que pedían un instituto federal de paz. USIP fue establecido por el Congreso en 1984 y durante muchos años alquiló espacio para oficinas en varios edificios en el centro de Washington, siendo el último 1200 17th Street NW. En 1996, el Congreso aprobó un sitio en el National Mall para USIP. El sitio elegido para una nueva sede, el primer hogar permanente del USIP, estaba en la esquina de 23rd Street y Avenida de la Constitución NW en Foggy Bottom. Anteriormente, era un estacionamiento para los empleados de la Oficina de Medicina y Cirugía en el Antiguo Observatorio Naval adyacente. El terreno fue transferido a la USIP sin cargo con un acuerdo de que se construirían espacios de estacionamiento subterráneo para los empleados de la Marina.  El sitio está en la esquina noroeste y es el último sitio edificable disponible en el National Mall, con vista al Lincoln Memorial y al otro lado de la calle del histórico American Institute of Pharmacy Building.
En 2004, el Congreso autorizó 100 millones de dólares para la construcción de la sede del USIP, en parte debido a los esfuerzos del senador republicano Ted Stevens de Alaska, mientras que el instituto debía recaudar los 86 millones de dólares restantes. Los fondos recaudados por USIP incluyeron una donación de 10 millones de dólares de Chevron Corporation. Otro donante corporativo del fondo de construcción, el contratista de defensa Lockheed Martin, fue nombrado "Socio corporativo fundador" después de donar 1 millón. William Hartung, del Center for International Policy, criticó al USIP por "aceptar dinero del mayor productor mundial de armas de guerra".
En abril de 2001, USIP emitió solicitudes para un diseño y veintiséis arquitectos presentaron propuestas. Moshe Safdie nunca había oído hablar de USIP antes de recibir la solicitud de diseño, pero fue uno de los cinco finalistas elegidos. Los otros cuatro fueron Pelli Clarke Pelli Architects, Michael Graves and Associates, Polshek Partnership (ahora conocido como Ennead Architects) y Weiss/Manfredi (que se retiró). Según el presidente de la USIP, Richard H. Solomon, se eligió el diseño de Safdie porque los otros diseños "eran básicamente edificios cuadrados". La sede de la USIP es el segundo edificio en Washington D. C. diseñado por Safdie. La primera fue la sede de la Oficina de Alcohol, Tabaco, Armas de Fuego y Explosivos, que se completó en 2008, y que domina la concurrida intersección de las avenidas Florida y Nueva York NE.
La Comisión Nacional de Planificación de la Capital (NCPC) aprobó por unanimidad los planes para el edificio en 2007. La ceremonia de inauguración tuvo lugar el año siguiente en junio. Los dignatarios que asistieron incluyeron al presidente George W. Bush, la presidenta de la Cámara de Representantes Nancy Pelosi, la secretaria de Estado Condoleezza Rice, el exsecretario de Defensa Frank Carlucci y los ex secretarios de Estado Henry Kissinger, George P. Shultz y Madeleine Albright. Durante la ceremonia, algunos de los oradores insinuaron sus puntos de vista opuestos sobre el uso de Bush de la guerra preventiva. Construcción de los 14 307 m²   sede, que cuenta con la certificación LEED Gold, fue realizada por Clark Construction Group de Bethesda, Maryland. El US Green Building Council lo certificó como el primer edificio ecológico del National Mall.  La sede, gestionada por la empresa de servicios inmobiliarios Akridge, se inauguró en octubre de 2011. Ese mismo año, el Samuel W. Lewis Hall se dedicó en honor al ex embajador en Israel y presidente de la USIP ".

## Diseño

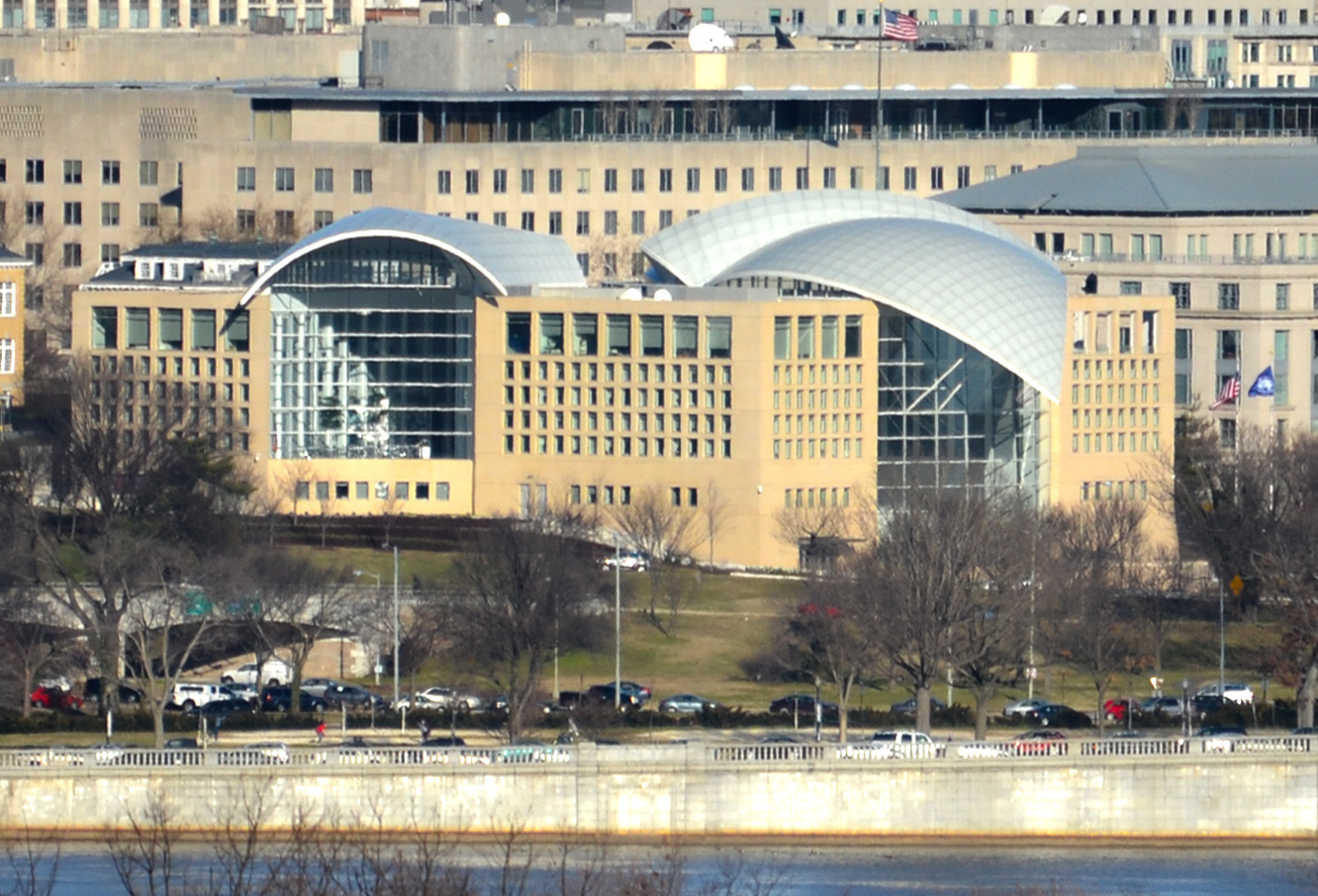
La fachada occidental de la sede

Según Safdie, el edificio "es por definición el símbolo físico de la paz en el horizonte de la capital" y es necesario para transmitir el espíritu de paz. Safdie declaró: "No soy de los que creen en el simbolismo manifiesto, pero mi sentido de un edificio dedicado a la paz era un sentido de la ligereza del ser... Debería ser un edificio sereno. No debe ser un edificio agresivo. Debe estar lleno de luz ". Safdie logró esto mediante el diseño de un muro cortina de vidrio frente al Monumento a Lincoln y un techo de vidrio ondulado. El techo es uno de los elementos de construcción en común con el diseño de Safdie para el Centro Yitzhak Rabin en Israel.  El techo de 20 cm de espesor está hecho de 1482 paneles de vidrio blanco y soportado por marcos de acero, mientras que por el interior está cubierto por una película de plástico translúcido.   Es opaco y blanco durante el día y brilla por la noche.
Hay dos entradas principales al edificio, una que da a Constitution Avenue y otra que da a 23rd Street NW. El edificio está hecho de hormigón prefabricado grabado al ácido y se asemeja a la piedra caliza. El diseño se centra en dos atrios, uno grande que da al National Mall que está diseñado para el público, y uno privado más pequeño para el personal con vista al río Potomac. El atrio más grande, el Gran Salón George P. Shultz, mide 1096 m² y tiene un muro cortina de vidrio de 24 m frente al National Mall. El auditorio Frank C. Carlucci III de 230 asientos, el atrio Jacqueline y el Marc Leland y el Centro de Consolidación de la Paz Global, un museo interactivo de 1858 m² dedicado al establecimiento de la paz, es accesible a través de este atrio. El techo sobre el Gran Salón, diseñado para transmitir las alas de una paloma, se llama Ansary Peace Dove. El segundo atrio, también conocido como International Women's Commons, tiene 334 m² y cuenta con oficinas, una biblioteca, salas de reuniones, un centro de conferencias y el anfiteatro Farooq Kathwari. El techo de este atrio es una versión simplificada de Ansary Peace Dove. Hay una terraza al airte libre de 186 m² y una sala de juntas contigua frente al Lincoln Memorial. Un estacionamiento subterráneo de tres pisos tiene capacidad para 230 vehículos; 140 de esos espacios están reservados para el personal de la Marina.

## Recepción
Katherine Gustafson de ArchitectureWeek pensó que el edificio "tiene éxito como un edificio monumental acorde con su lugar en el marco urbano del National Mall", mientras que Nathan Guttman de The Jewish Daily Forward describió la sede como una "joya arquitectónica". El arquitecto Roger K. Lewis, profesor emérito de arquitectura en la Universidad de Maryland, tenía sentimientos encontrados sobre el edificio. Dijo que era "más visible y estéticamente atractivo después del anochecer", mientras que su "forma única e idiosincrásica parece algo menos atractiva" durante el día. Durante la reunión del NCPC en 2007 que dio la aprobación final al edificio, un representante del Servicio de Parques Nacionales dijo "Este edificio será un objeto extraño en el paisaje de la arquitectura clásica de esta ciudad", criticando el diseño en comparación con los edificios neoclásicos y de Beaux Arts a lo largo de Constitution Avenue. El edificio es muy visible para quienes viajan diariamente por la Interestatal 66 cuando ingresan a la ciudad, un hecho lamentado por Philip Kennicott, crítico ganador del premio Pulitzer para The Washington Post. En dos críticas mordaces de la sede, Kennicott dijo: "Si no fuera por el techo, el edificio no sería excepcional, solo otro ejercicio de arquitectura cuadrada perforada por hileras de ventanas rectangulares idénticas" y que "el diseño del instituto marca otro punto bajo en el largo descenso de Safdie hacia la arquitectura corporativa repetitiva".